# Дно (река)
Дно (Угольный) — река на острове Сахалин.
Впадает в озеро Проточное, протекает по территории Углегорского муниципального района Сахалинской области.
Общая протяжённость реки составляет 6,9 км. Площадь водосборного бассейна составляет 17,2 км². Общее направление течения с востока на запад.

## Данные водного реестра
По данным государственного водного реестра России относится к Амурскому бассейновому округу.
Код объекта в государственном водном реестре — 20050000212118300008117.